# Enrico Poggi (politico)
Enrico Poggi (Firenze, 24 luglio 1812 – Firenze, 14 febbraio 1890) è stato un magistrato e politico italiano, senatore del Regno vicino alla Sinistra storica. Era fratello dell'architetto Giuseppe Poggi.

## Biografia
Magistrato, fu prima Ministro di Grazia e Giustizia del Granducato di Toscana, in seguito ricoprì lo stesso incarico nel Governo Provvisorio Toscano; per la sua carica istituzionale proclamò l'annessione della Toscana al Regno di Sardegna.
In seguito fu Ministro senza portafoglio del Regno d'Italia nel Governo Rattazzi I, e primo presidente onorario di Cassazione.
A lui è dovuto tra l'altro il recepimento nel Codice penale italiano dell'articolo già nel codice penale del Granducato di Toscana che prevedeva l'abolizione della pena di morte.
È sepolto nel Cimitero Monumentale della Misericordia dell'Antella, Comune di Bagno a Ripoli, provincia di Firenze.